# Trindadepetrell
Trindadepetrell (Pterodroma arminjoniana) är en fågel i familjen liror inom ordningen stormfåglar.

## Utseende
Trindadepetrellen är en medelstor petrell med en kroppslängd på 35-39 centimeter. Den uppträder i olika morfer, från mörk till ljus och mellanstadier däremellan. Diagnostisk i alla morfer är den vita fläcken vid handpennornas bas på undersidan av vingen.
Mörk fas är genomgående mörkbrun. Den liknar mörk fas av kermadecpetrell men denna är större, mer kortstjärtad och har vitt på ovansidan av vingen. Ljus morf har mycket mörkt grå ovansida, vita pannsidor och är vit under med ett grått bröstband. Näbben är svart, djup och smal, och som hos alla Pterodroma-arter med en starkt krokformad spets.
Heraldpetrellen (Pterodroma heraldica) är i stort sett identisk med mörk morf av trindadepetrellen och mycket svåra att skilja åt i fält. Ljusare morfer är dock blekare i ansiktet, mer blågrå ovan samt har bleka undre stjärttäckare med fina grå eller gråbruna fläckar.

## Läte
Lätet består av en upprepad serie med "ki" eller "keh" (10–12 toner/sekund) liksom ett utdraget och mörkt morrande som pågår i 20–30 sekunder eller 15–45 sekunder.

## Utbredning och systematik
Trindadepetrellen häckar huvudsakligen i ögruppen Trindade och Martim Vaz utanför Brasilien i södra Atlanten, men även på Round Island utanför Mauritius i Indiska oceanen.
Efter häckning sprider sig framför allt ungfåglar till norra Atlanten, där den påträffats upprepade gånger och särskilt i samband med stormar utanför den amerikanska delstatenn North Carolina liksom ett 10-tal gånger utanför ögruppen Azorerna. Det finns även flera obekräftade fynd från Kap Verdeöarna, ett från Belgien 1999 samt fyra möjliga fynd i Storbritannien: en individ köpt på en marknad i London 1889 och enstaka exemplar observerade i Yorkshire 1982, Cornwall 1988 och Kent 1998. Det har dock föreslagits att den nära nog identiska kermadecpetrellen (P. neglecta) också häckar på Trindade och att fynd i Atlanten också kan röra sig om denna art.
Arten har tidigare behandlats som underart till heraldpetrellen (P. heraldica). Situationen på Round Island är inte helt utredd, där heraldpetrellen nyligen även visats sig häcka.

## Ekologi
Trindadepetrellen förekommer på Trindade året runt och häckar i två väldefinierade perioder. Boet placeras i en klippskreva högst upp på ön, men även vid havsnivå. Den lägger oftast i oktober och april.

## Status och hot
Utbredningsområdet är mycket litet, likaså populationen på endast 2260 individer. Den har dock en stabil utveckling. Internationella naturvårdsunionen IUCN kategoriserar därför arten som sårbar.